# František Kynych
Plukovník František Kynych (29. prosince 1893 Nová Paka – 29. října 1968) byl legionář, důstojník československé armády, odbojář z období druhé světové války a politický vězeň komunistů.

## Život

### Mládí a první světová válka
František Kynych se narodil v rodině tkalcovského mistra a mezi lety 1900 a 1908 se učil v obecné a měšťanské škole. Kvůli úrazu musel přerušit strojnické učení, poté nedokončil vyšší textilní školu v Liberci. Střídal zaměstnání v textilních závodech a 15. června 1914 se oženil. Dne 26. října 1914 nastoupil v Jičíně k c. k. pěšímu pluku 74 k prezenční službě a s ním byl brzy převelen na ruské bojiště, kde byl v únoru 1915 raněn. V nemocnici strávil téměř půl roku, po návratu na frontu byl 23. září zajat. Zajetí trávil převážně kopáním zákopů, 19. července 1916 ale vstoupil do Československých legií v Rusku. V bitvě u Zborova utržil zranění, které ho na čtyři měsíce vyřadilo ze služby. V roce 1919 absolvoval důstojnickou školu a získal hodnost podporučíka.

### Mezi světovými válkami
Do Československa se vrátil 15. června 1920 přes Vladivostok a Terst, absolvoval instrukční kurz v Olomouci, nastoupil službu v Kroměříži, byl postupně povyšován až do hodnosti majora a dále se vzdělával. Roku 1935 byl převelen do Vysokého Mýta, kde se stal pobočníkem velitele 8. pěší brigády. Dne 1. prosince 1936 byl jmenován velitelem praporu Stráže obrany státu Rychnov nad Kněžnou a zároveň vojensko-technickým referentem u hlavního okresního politického úřadu. František Kynych cvičil muže svého praporu tak důsledně, že byli schopni obsadit svůj úsek hranice v květnu 1938 do šesti hodin a během všeobecné mobilizace v září téhož roku za tři hodiny.

### Druhá světová válka
Po německé okupaci ilegálně organizoval vojenskou odbojovou činnost ve svém předválečném prostoru, v červenci 1939 mu nebylo povoleno nadřízeným opustit republiku a odejít do zahraničního odboje. Stal se vedoucím Obrany národa v okrese Rychnov nad Kněžnou, kde do konce roku 1939 ukončil organizaci struktury. 13. února 1940 byl zatčen Gestapem. Byl vyslýchán tak krutě, že skončil v kritickém stavu v nemocnici v Hradci Králové. Strukturu organizace ale neprozradil. Z nemocnice byl sice propuštěn, ale byl sledován. Před dalším zatčením se mu podařilo uprchnout a nadále žil v ilegalitě. Velení Rychnovska předal a převzal oblast jihovýchodního Chrudimska. 19. prosince 1942 byl v Rychnově nad Kněžnou opět zatčen a opět bezvýsledně tvrdě vyslýchán. Z jeho spolupracovníků nebyl nikdo do konce války zatčen. 19. února 1943 byl odsouzen na šest let za přípravu velezrady a poté umístěn do káznice Gräfentonna v Německu. Zde byl 5. dubna 1945 osvobozen americkou armádou.

### Po druhé světové válce
Po návratu a absolvování zdravotní dovolené nastoupil v létě 1945 jako styčný důstojník u Rudé armády v Kladsku kvůli jeho plánovanému připojení k Československu. To se nakonec neuskutečnilo a František Kynych se vrátil do Čech. Byl povyšován až do hodnosti plukovníka a 8. srpna 1945 jmenován pobočníkem náčelníka hlavního štábu generála Bohumila Bočka. Hlavně díky jeho vlivu zůstal v armádě i po únorovém puči. Působil ve Vojenském vědeckém ústavu a pro Ministerstvo národní obrany a k 1. lednu 1951 byl trvale přeložen do výslužby. Poté pracoval jako mzdový účetní na výstavbě Letenského tunelu. 28. února 1951 byl ve stejný den jako generál Boček zatčen a vyšetřován orgány Obranného zpravodajství v hradčanském Domečku za údajnou protistátní činnost. Byly mu odebrány veškeré příjmy a zabaven byt a i když byl v roce 1952 zproštěn obvinění, byl zcela bez prostředků. Byl proto nucen nastoupit do práce jako pomocný dělník a s manželkou bydlet u dceřiny rodiny. Postupně se zpět domohl důchodu v plné výši, rehabilitace však nikoliv. Zemřel 29. října 1968.

Vlastní popis výslechů, věznění a mučení Františka Kynycha komunistickým režimem v letech 1951–1952
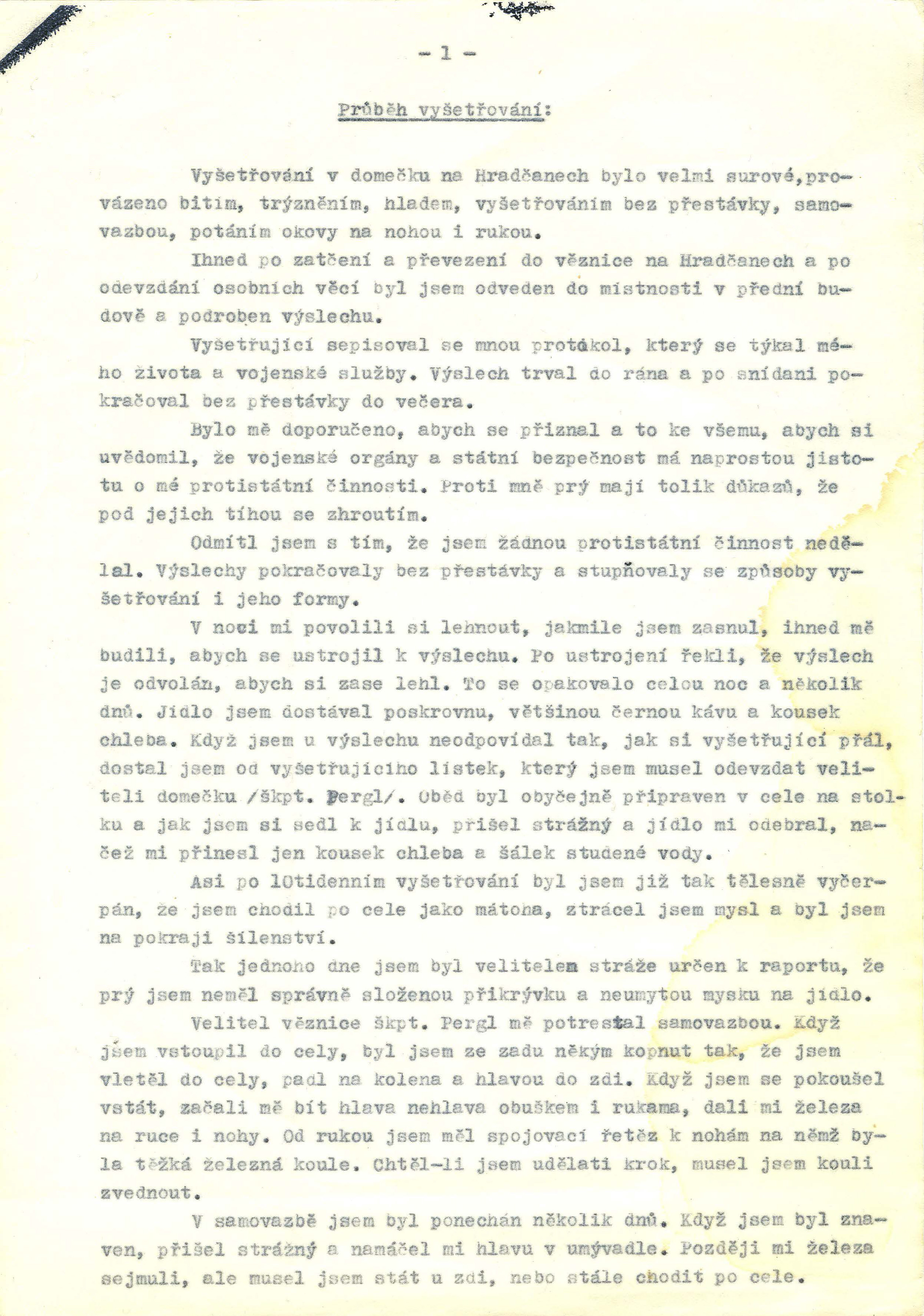
Popis výslechů, věznění a mučení Františka Kynycha str. 1
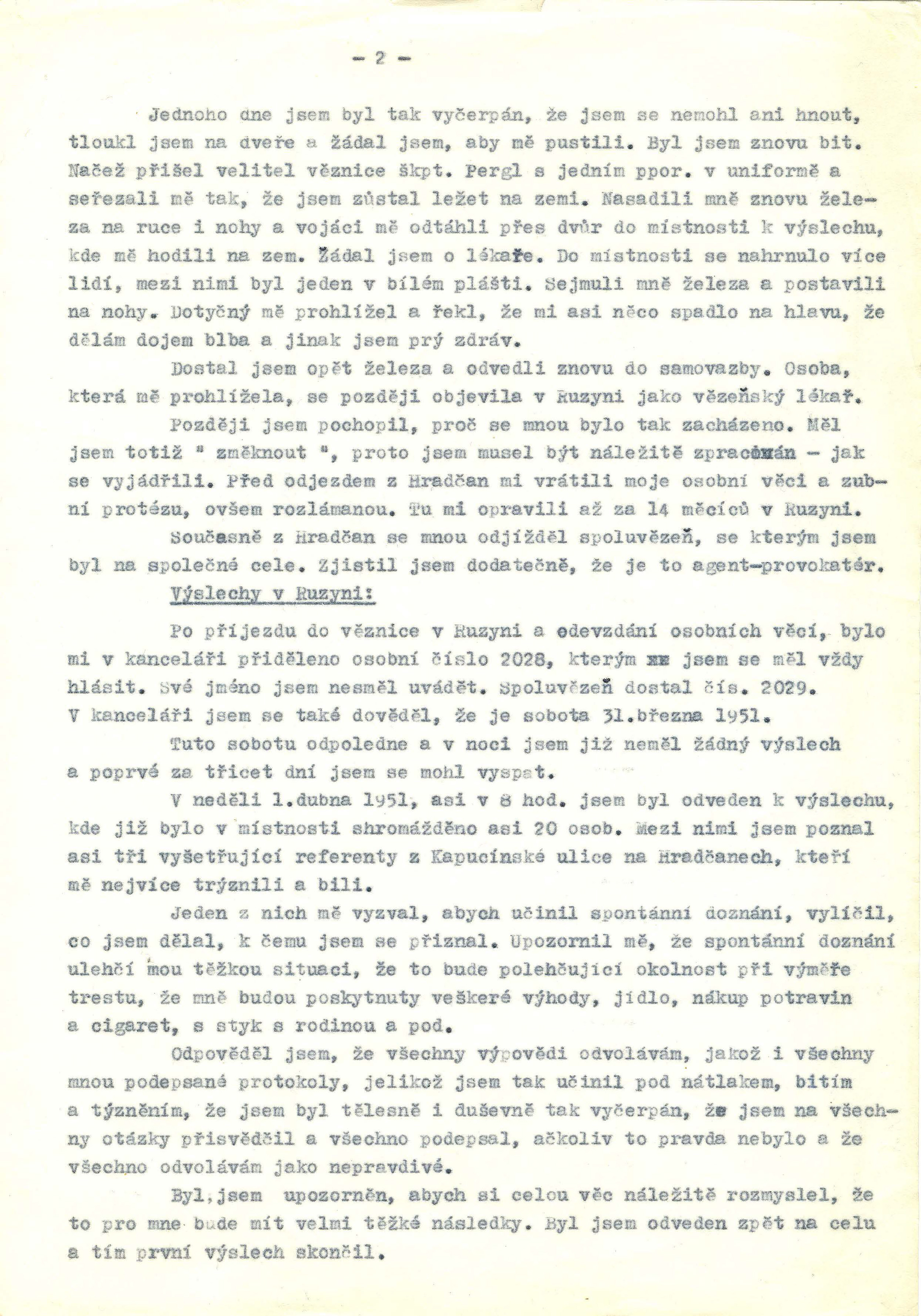
Popis výslechů, věznění a mučení Františka Kynycha str. 2
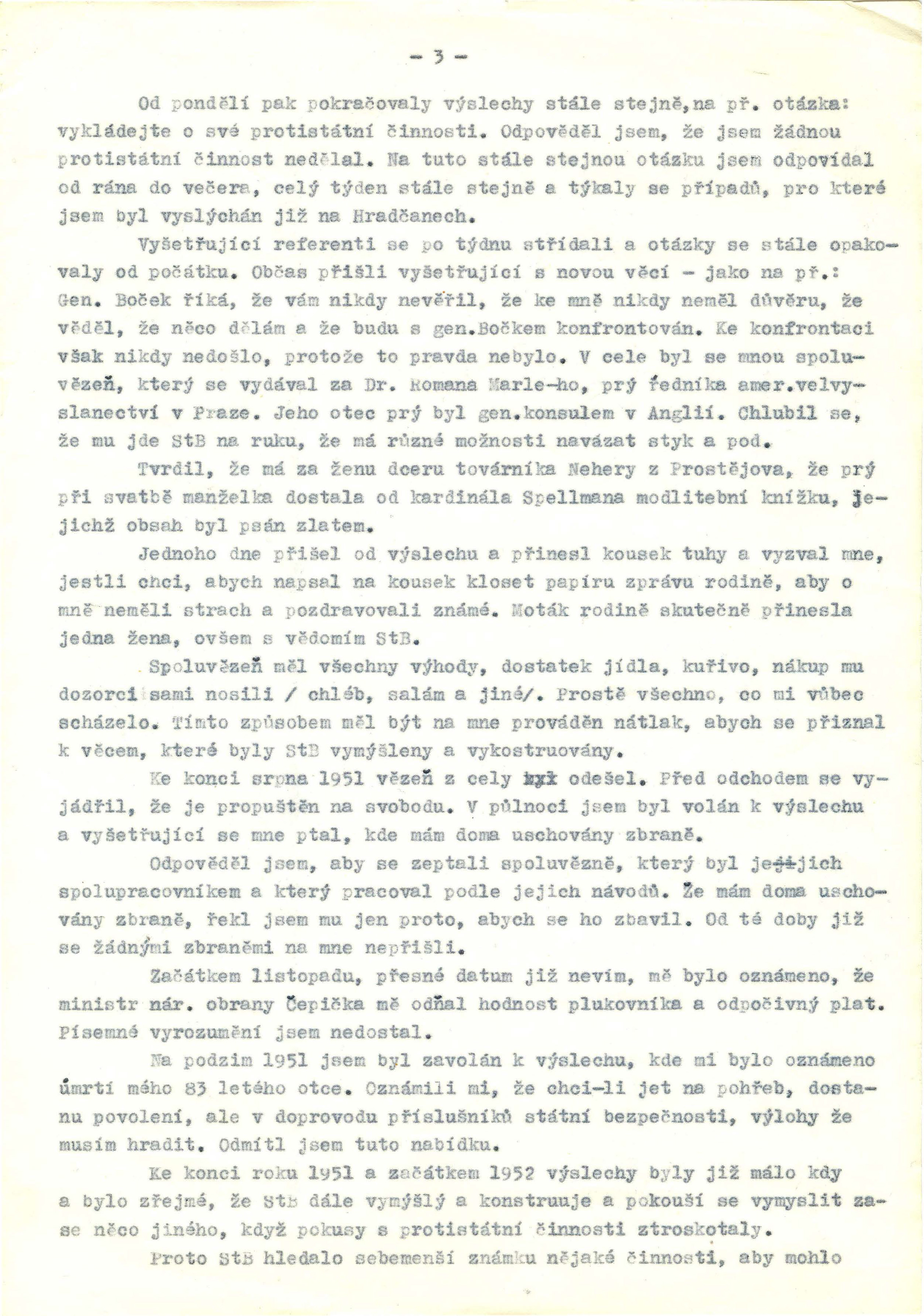
Popis výslechů, věznění a mučení Františka Kynycha str. 3
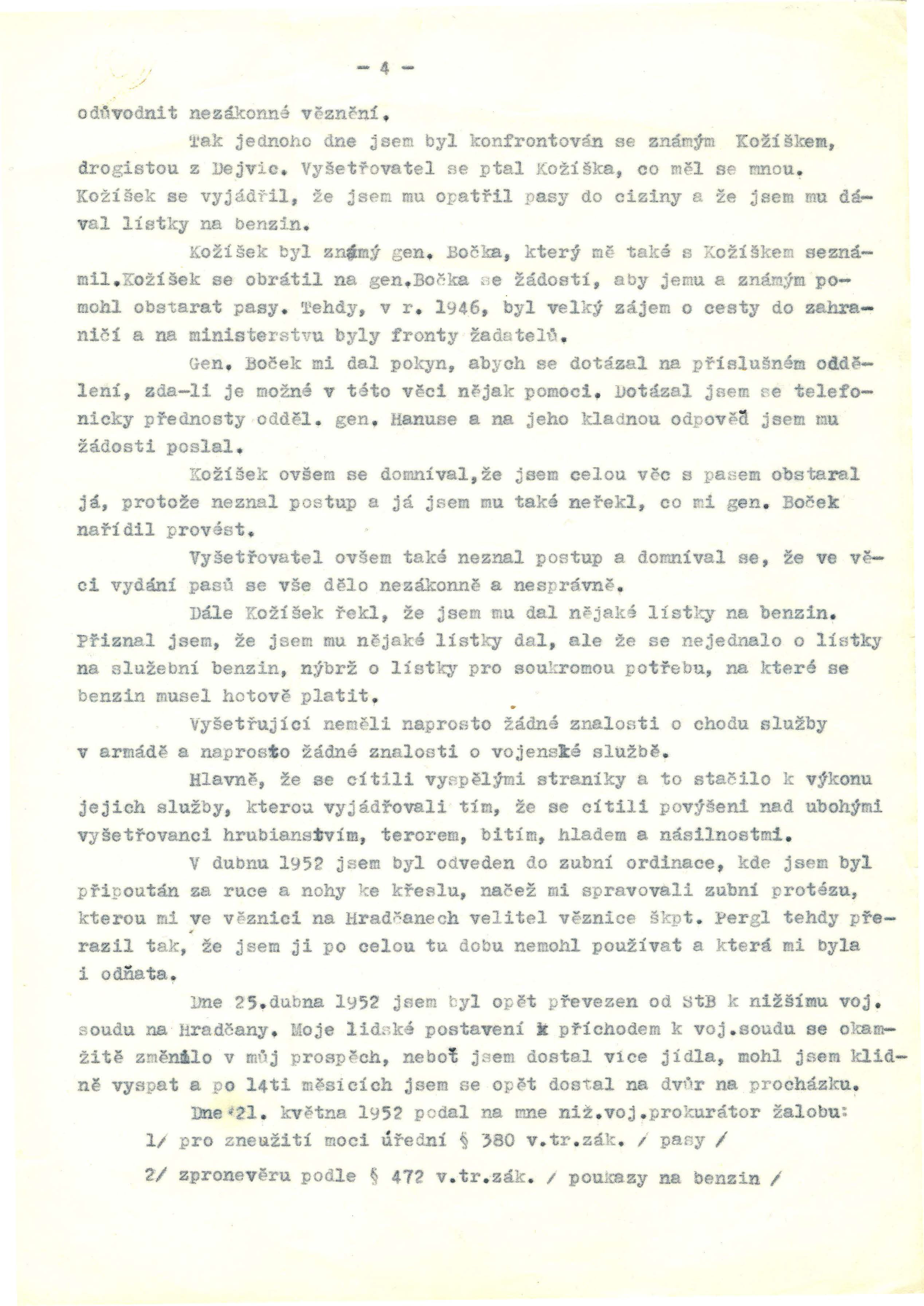
Popis výslechů, věznění a mučení Františka Kynycha str. 4
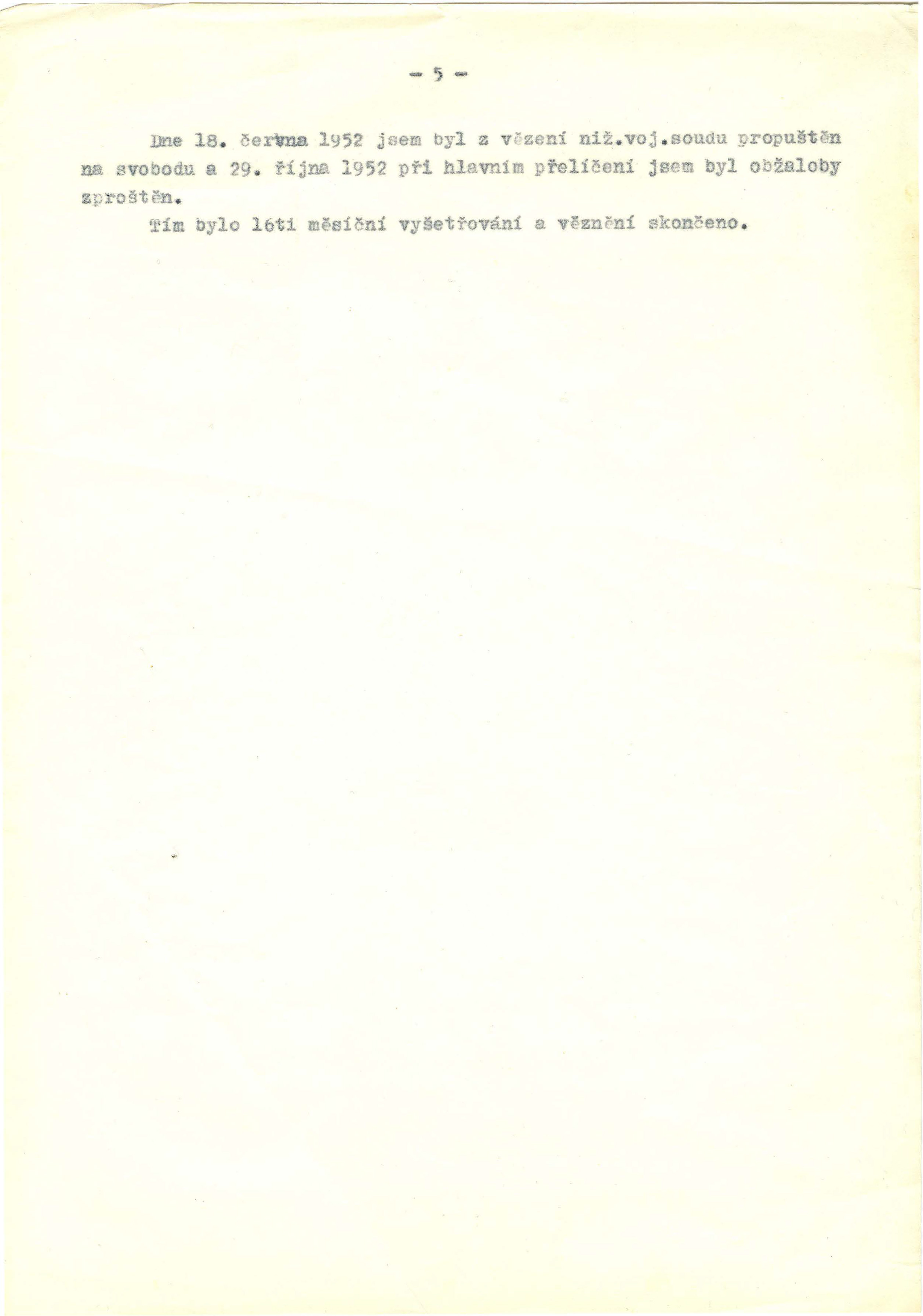
Popis výslechů, věznění a mučení Františka Kynycha str. 5

## Ocenění

### Vyznamenání
- 1917 Kříž svatého Jiří (Rusko)
- 1921 Československý válečný kříž 1914–1918
- 1922 Československá revoluční medaile
- 1924 Československá medaile Vítězství
- 1938 Pamětní medaile mezinárodní federace starých bojovníků FIDAC (Francie)
- 1945 Bronzová medaile krále Karla IV.
- 1946 Československý válečný kříž 1939
- 1946 Československá medaile Za chrabrost před nepřítelem
- 1946 Československá medaile za zásluhy I. stupně
- 1946 Weidmannův kříž II. třídy
- 1947 Řád rumunské hvězdy II. třídy
- 1947 Medaile trocnovského hrdiny
- 1947 Zborovská pamětní medaile
- 1948 Řád za národní zásluhy 2. třídy, Jugoslávie
- 1948 Pamětní medaile manifestačního sjezdu dobrovolců let 1918–1919
- 1948 Bachmačská pamětní medaile

### Posmrtná ocenění a vyznamenání
- Dne 28. 9. 2022 byla Muzeem a galerií Orlických hor ve spolupráci s Československou obcí legionářskou odhalena Františku Kynychovi pamětní deska na budově Městského úřadu Rychnov nad Kněžnou.[1][2]

- Dne 8. května 2025 byl in memoriam vyznamenán Křížem obrany státu ministra obrany České republiky.[3]

Pamětní deska Františka Kynycha
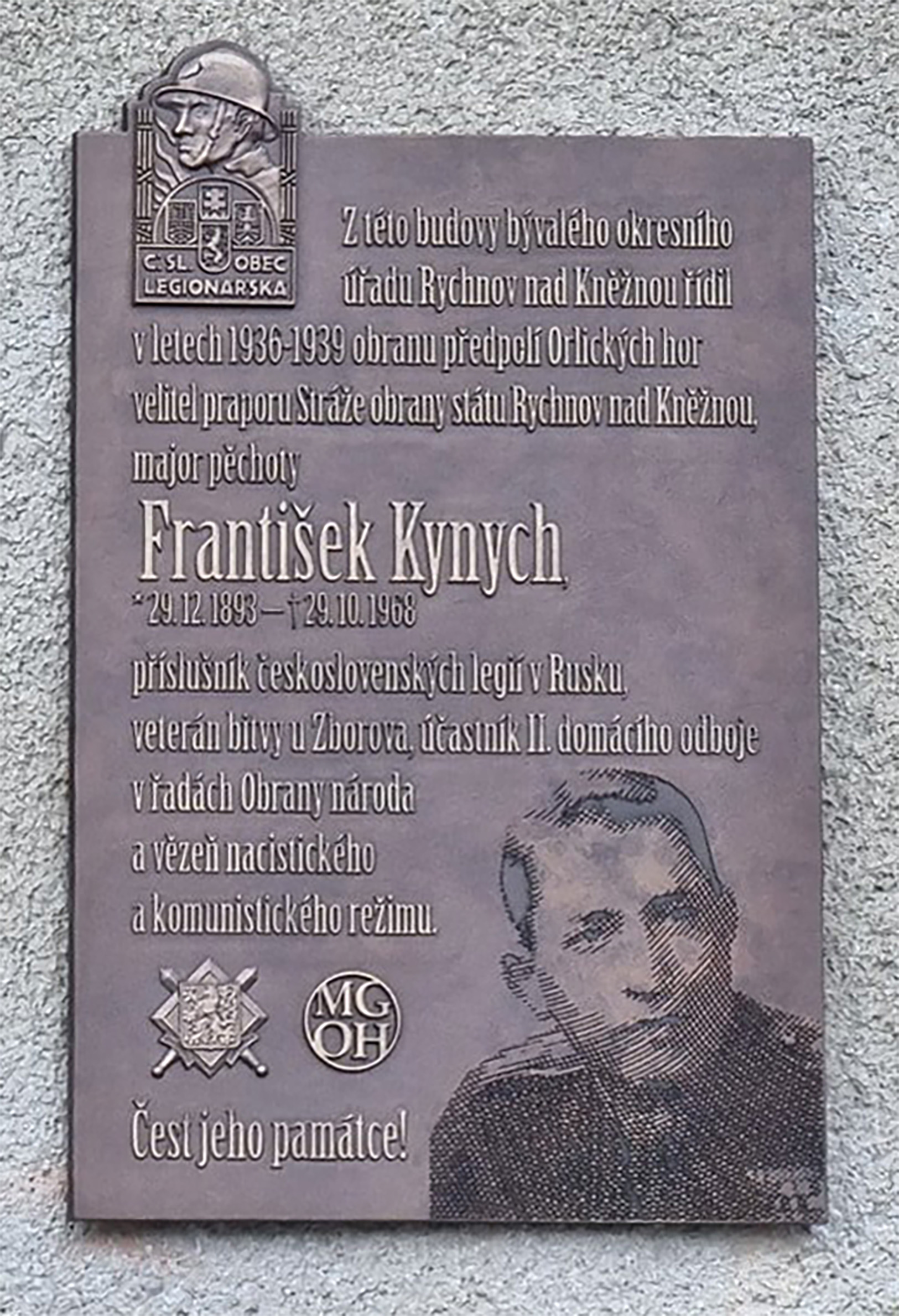
František Kynych - pamětní deska
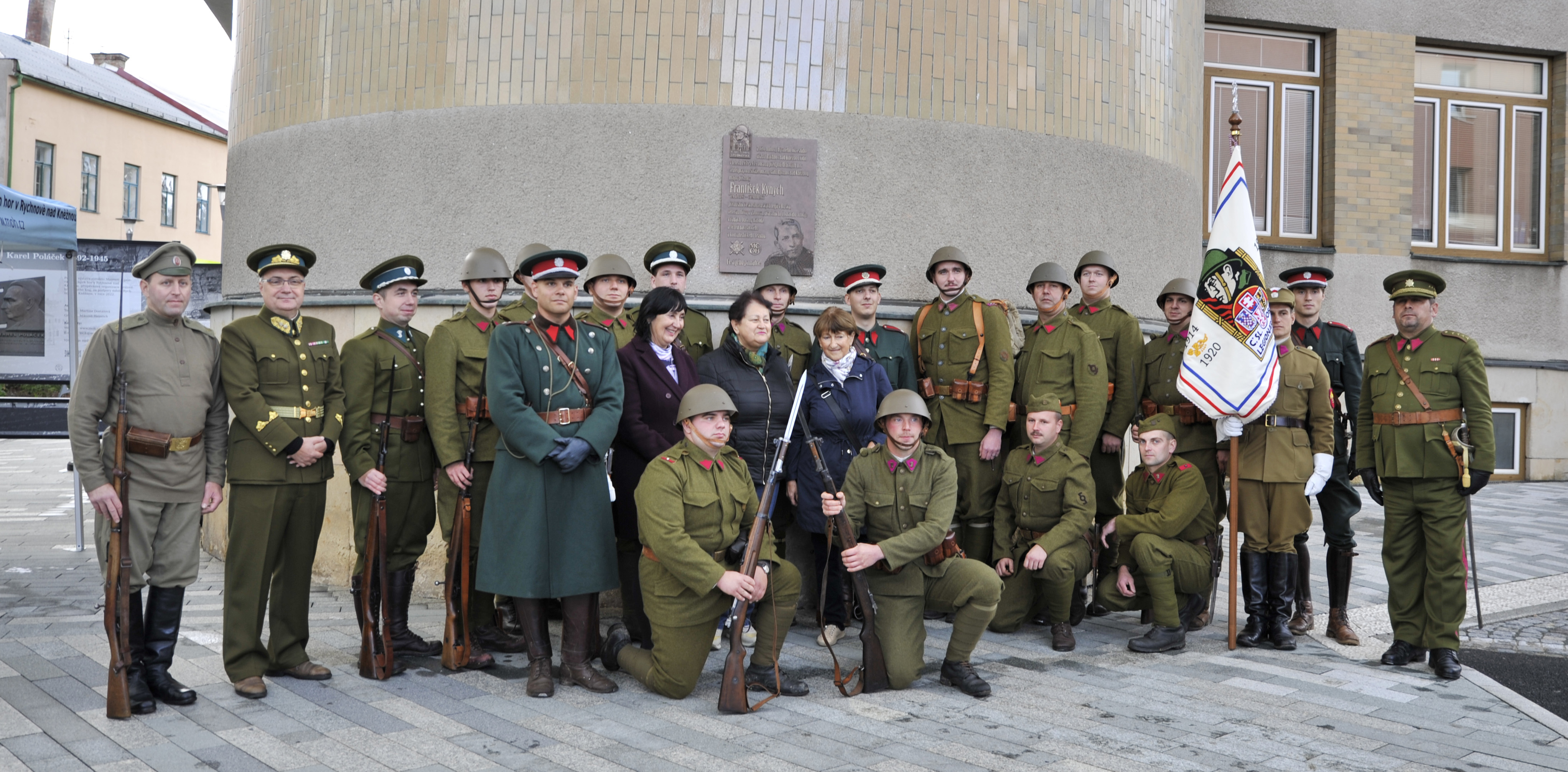
Odhalení pamětní desky Františka Kynycha, 28. 9. 2022, Rychnov nad Kněžnou

## Rodina
Dne 15. června 1914 si v Kadani vzal Emilii Zlesákovou. V říjnu 1914 se manželům narodil syn Vladimír, v prosinci 1921 dcera Miloslava a v červenci 1923 syn Jaroslav.